# فابریزیو آنجیلیری
فابریزیو آنجیلیری (انگلیسی: Fabrizio Angileri؛ زادهٔ ۱۵ مارس ۱۹۹۴) بازیکن فوتبال اهل آرژانتین است.